# Barranc de Santes Creus
Barranc de Santes Creus este o arie protejată (arie specială de conservare — SAC, sit de importanță comunitară — SCI) din Spania întinsă pe o suprafață de 48,86 ha, integral pe uscat.

## Localizare
Centrul sitului Barranc de Santes Creus este situat la coordonatele 40°52′58″N 0°45′18″E / 40.8828°N 0.7551°E.

## Înființare
Situl Barranc de Santes Creus a fost declarat sit de importanță comunitară în septembrie 2006 pentru a proteja 15 specii de animale. Situl a fost protejat și ca arie specială de conservare în noiembrie 2014.

## Biodiversitate
Situată în ecoregiunea mediteraneană, aria protejată conține 3 habitate naturale: Păduri de pin mediteraneene cu pini mezogeni endemici, Tufărișuri termo-mediteraneene și de pre-deșert, Galerii și tufărișuri riverane sudice (Nerio-Tamaricetea și Securinegion tinctoriae).
La baza desemnării sitului se află mai multe specii protejate:
- păsări (13): rață mare (Anas platyrhynchos), Certhia brachydactyla, porumbel gulerat (Columba palumbus), cinteză (Fringilla coelebs), ciocârlan (Galerida cristata), capîntortură (Jynx torquilla), Larus michahellis, pescăruș râzător (Larus ridibundus), ciocârlie de pădure (Lullula arborea), prigoare (Merops apiaster), muscar sur (Muscicapa striata), turturică (Streptopelia turtur), pupăză (Upupa epops)
- mamifere (2): liliac cu aripi lungi (Miniopterus schreibersii), liliacul mare cu potcoavă (Rhinolophus ferrumequinum)

Pe lângă speciile protejate, pe teritoriul sitului au mai fost identificate 4 specii de amfibieni, 1 specie de mamifere, 1 specie de reptile.